# Таз (ємність)

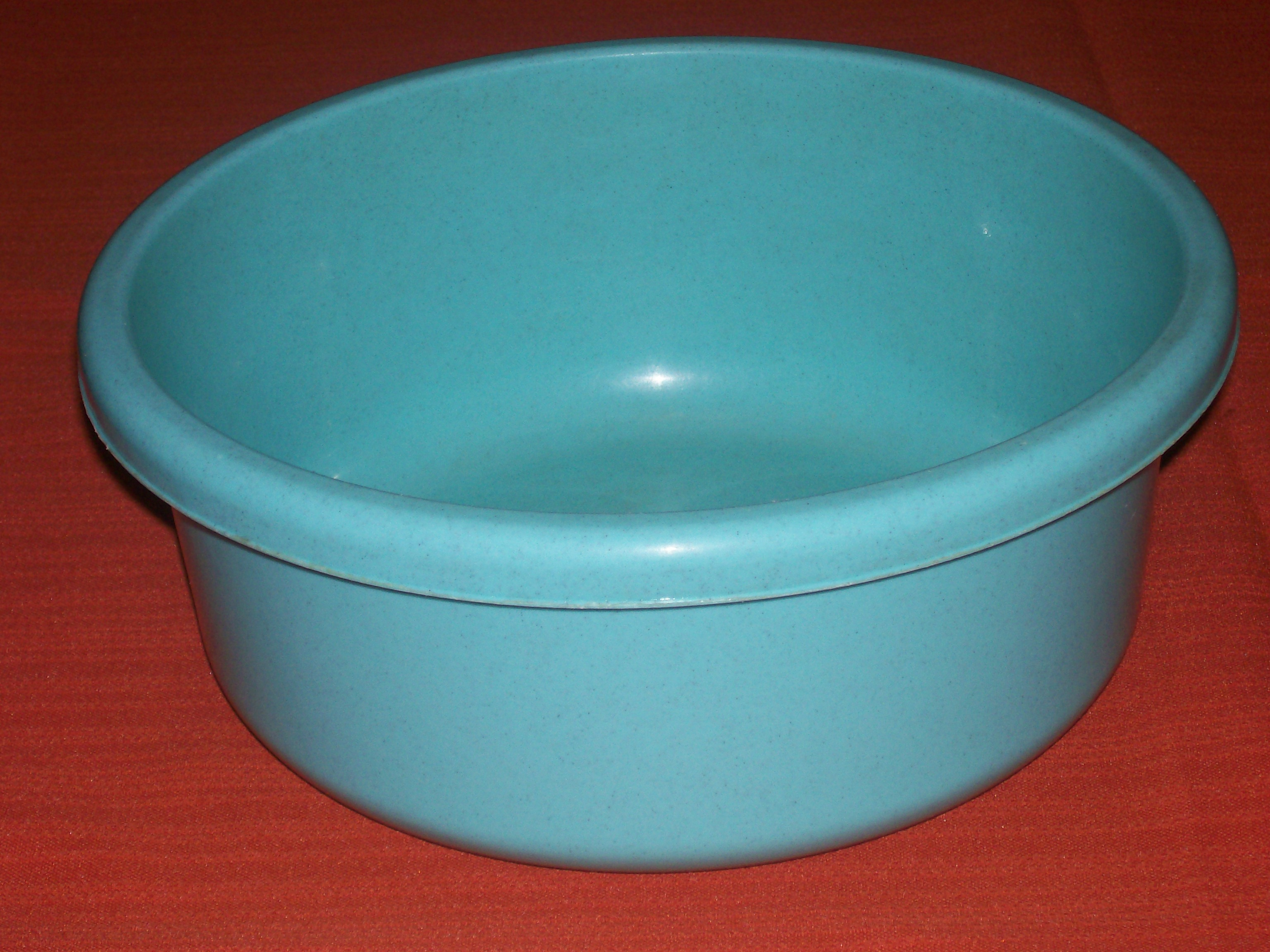
Пластиковий тазик

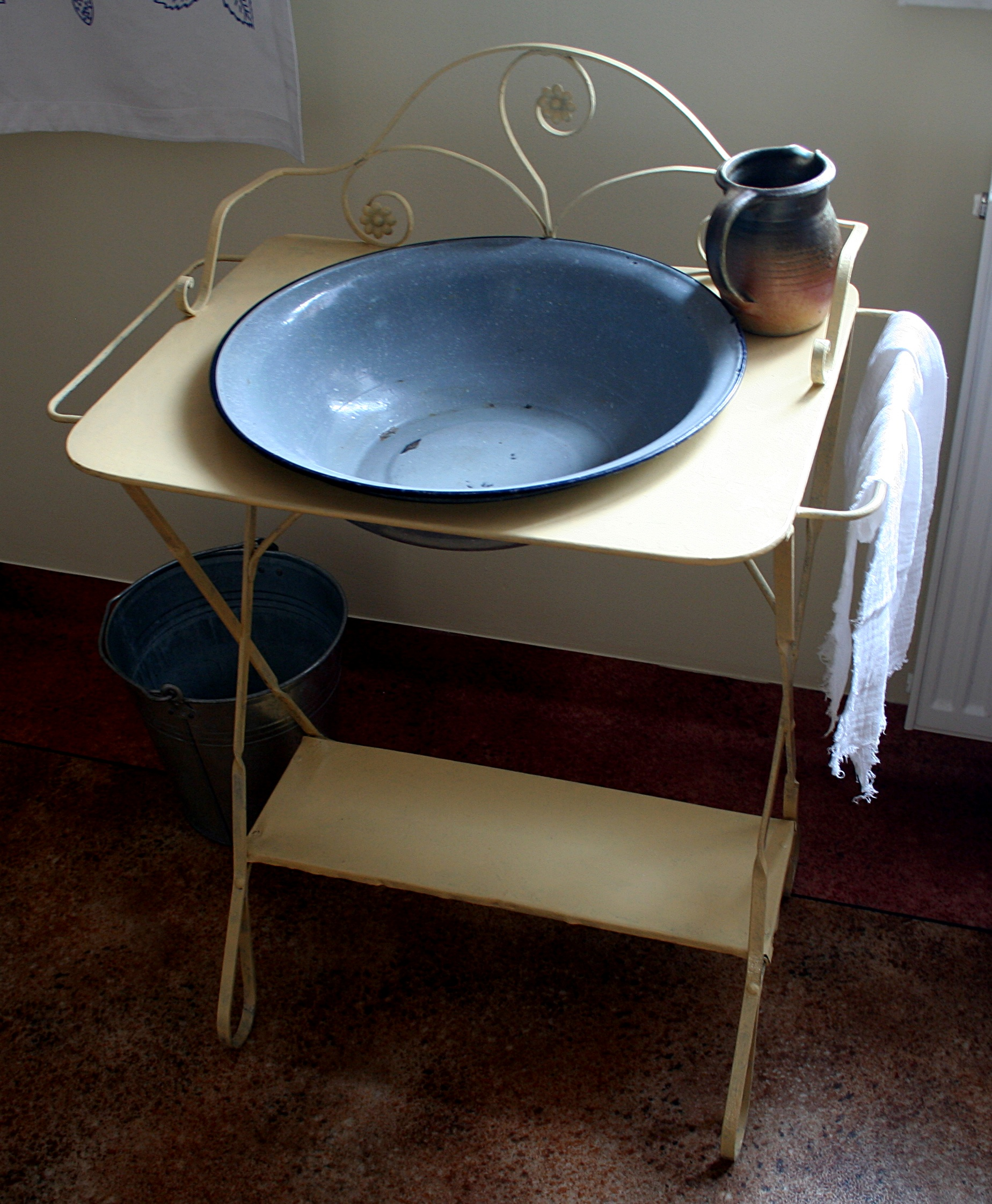
Умивальний таз із глечиком

Таз — неглибока кругла або овальна посудина (найчастіше металева) для вмивання, прання тощо. Мідяні тази колись також називалися мі́дницями.
Слово таз, очевидно, має тюркську етимологію: пор. кримськотат. і тур. tas («чаша», «таз»), які походять від араб. طَاس, тасс і далі від перс. تشت, ташт (звідки також італ. tazza, фр. tasse, нім. Tasse).
Тази використовують як тару для перенесення деяких сипких вантажів, білизни, як ємність для миття (попередниками раковин були умивальні тази — «умивальниці»), приготування варення.
Посудину схожої форми і розмірів, зроблену з дерева в бондарній техніці, називають ряжка. Вона має дві короткі чи одну довгу ручку і використовується для миття в лазні.